# Barzig

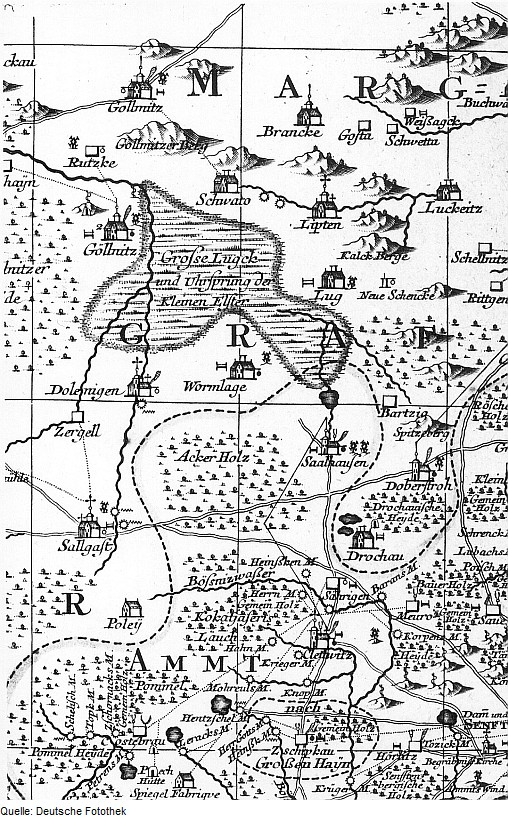
Lage Barzigs in einer Karte aus dem Jahr 1757

Barzig (niedersorbisch Barce) ist ein Ortsteil der südbrandenburgischen Stadt Großräschen im Landkreis Oberspreewald-Lausitz.

## Geografie
Barzig liegt in der Niederlausitz. Der Ortsteil Barzig liegt nordwestlich der Stadt Großräschen. Südlich und südwestlich liegen die Ortsteile Freienhufen und Saalhausen. Weiter südlich befindet sich der Ort Drochow ein Ort der Gemeinde Schipkau. Westlich grenzt Barzig an Wormlage, nördlich davon liegt Lug, ein Ortsteil von Bronkow.

## Geschichte
Barzig wurde 1403 erstmals urkundlich als Barczk erwähnt. Der Ortsname kann auf das altsorbische Wort bart zurückgeführt werden. Dies bedeutet Waldbienenstock und weist auf Waldimkerei hin. Der Ort wurde 1434 als Bartzk und 1880 als Barce genannt. Im Jahr 1602 gelang es dem Ort gemeinsam mit dem benachbarten Dobristroh, das spätere Freienhufen, die Frondiensten für 5500 Gulden von der Grundherrschaft abzulösen. Im Dreißigjährigen Krieg 1637 wurde der Ort vollkommen niedergebrannt. 1635 kam die Niederlausitz und damit Barzig an das Kurfürstentum Sachsen und gehörte mit Dobristroh, dem späteren Freienhufen, und Drochow als Exklave zum Landkreis Luckau. Im Jahr 1816, nach dem Wiener Kongress kam die Niederlausitz an Preußen und Barzig und Dobristroh wechselten zum preußischen Amt Senftenberg, das in den Landkreis Calau eingegliedert wurde.
Sorbisch wurde in Barzig noch bis ins 19. Jahrhundert gesprochen. Als Arnošt Muka den Ort in den 1880er Jahren besuchte, traf er nur noch auf drei Männer und zwei alte Frauen, die das Sorbische beherrschten.
Ab dem Jahr 1864 betrieb man im Ort zwei Windmühlen. Von 1902 bis 1903 wurde ein Schulgebäude in Barzig erbaut. Die Barziger Freiwillige Feuerwehr gründete sich 1935. Trotz der Gründung von Landwirtschaftlichen Produktionsgenossenschaften gab es bereits 1975 keinen Bauernstand mehr im Ort. Ab 1992 gehörte Barzig zum Amt Großräschen. Zum 31. Dezember 2001 wurde der Ort in die Stadt Großräschen eingegliedert.

### Einwohnerentwicklung
| Einwohnerentwicklung in Barzig von 1875 bis 2001 | Einwohnerentwicklung in Barzig von 1875 bis 2001 | Einwohnerentwicklung in Barzig von 1875 bis 2001 | Einwohnerentwicklung in Barzig von 1875 bis 2001 | Einwohnerentwicklung in Barzig von 1875 bis 2001 | Einwohnerentwicklung in Barzig von 1875 bis 2001 | Einwohnerentwicklung in Barzig von 1875 bis 2001 | Einwohnerentwicklung in Barzig von 1875 bis 2001 | Einwohnerentwicklung in Barzig von 1875 bis 2001 | Einwohnerentwicklung in Barzig von 1875 bis 2001 | Einwohnerentwicklung in Barzig von 1875 bis 2001 | Einwohnerentwicklung in Barzig von 1875 bis 2001 |
| Jahr                                             | Einwohner                                        | Jahr                                             | Einwohner                                        | Jahr                                             | Einwohner                                        | Jahr                                             | Einwohner                                        | Jahr                                             | Einwohner                                        | Jahr                                             | Einwohner                                        |
| ------------------------------------------------ | ------------------------------------------------ | ------------------------------------------------ | ------------------------------------------------ | ------------------------------------------------ | ------------------------------------------------ | ------------------------------------------------ | ------------------------------------------------ | ------------------------------------------------ | ------------------------------------------------ | ------------------------------------------------ | ------------------------------------------------ |
| 1875                                             | 135                                              | 1933                                             | 138                                              | 1964                                             | 133                                              | 1989                                             | 90                                               | 1993                                             | 87                                               | 1997                                             | 89                                               |
| 1890                                             | 156                                              | 1939                                             | 128                                              | 1971                                             | 124                                              | 1990                                             | 92                                               | 1994                                             | 86                                               | 1998                                             | 92                                               |
| 1910                                             | 188                                              | 1946                                             | 193                                              | 1981                                             | 107                                              | 1991                                             | 87                                               | 1995                                             | 88                                               | 1999                                             | 89                                               |
| 1925                                             | 164                                              | 1950                                             | 168                                              | 1985                                             | 101                                              | 1992                                             | 83                                               | 1996                                             | 90                                               | 2000                                             | 92                                               |

## Verkehr
Barzig liegt westlich direkt an der Bundesautobahn 13 nahe der Anschlussstelle Großräschen. Südlich des Ortes verläuft die Bundesstraße 96.